# Francesc Sabaté Llopart
Francesc Sabaté Llopart, né le 30 mars 1915 à L'Hospitalet de Llobregat (Catalogne, Espagne), assassiné le 5 janvier 1960 à Sant Celoni (Catalogne, Espagne), était un militant anarchiste connu sous le nom de « Quico » ou « Quico Sabaté ». Il était une des principales figures avec José Luis Facerias de la guérilla anti-franquiste connue pour sa vaillance en bravant la dictature franquiste par des actions en ville à visage découvert.

## Biographie

### Premières années
Fils de Manel Sabaté Escoda et de Madrona Llopart Batlle, Sabaté manifeste dès l'âge de 10 ans sa liberté d'esprit en refusant d'assister aux cours de l'école religieuse où il est inscrit. Ses parents décident de le mettre en internat.
À 16 ans, il s'affilie à la Confédération nationale du travail (CNT) et fonde avec ses frères et des amis le groupe d'action anarchiste "Els Novells" ("Les Débutants"), intégré à la Fédération anarchiste ibérique (FAI), qui se veut dans la lignée de Los Solidarios. Le groupe s'engage dans les insurrections contre le gouvernement conservateur de la IIe République espagnole en 1933. En 1935, fidèle aux idéaux anarchistes, Sabaté refuse d'effectuer son service militaire. La même année, "Els Novells" réalisent leur première action d'expropriation afin de venir en aide aux familles des prisonniers politiques du régime. À cette époque, Sabaté exerce son métier de mécanicien dans diverses usines de la comarque barcelonaise du Baix Llobregat avec son frère Josep.

### La Guerre civile
Pendant la Guerre civile espagnole, Sabaté combat sur le front d'Aragon avec « La Columna de los Aguiluchos » de la FAI. À la suite de la chute de Teruel aux mains des franquistes il s'oppose violemment à un commissaire communiste stalinien qui refuse de donner des armes aux colonnes anarchistes. Sabaté est accusé de la mort de ce commissaire. Il s'enfuit à Barcelone où il continue à combattre avec la CNT-FAI. Il est cependant arrêté par les communistes, mais réussit à s'enfuir de prison avec des amis grâce à l'aide d'une femme. Sabaté termine la guerre dans la 26e Division appelée aussi Colonne Durruti.

### L'exil forcé
Après la défaite du camp républicain en 1939, Sabaté passe en France : il est interné par les autorités françaises dans le camp du Vernet d'Ariège. Il est ensuite libéré et travaille à Angoulême dans une usine d'explosifs. Il retrouve sa famille. Le maire de Prades, d'affiliation anarchiste, lui donne des papiers en règle et un prêt qui lui permet de s'installer à Coustouges, près de la frontière espagnole où il étudie les routes clandestines vers l'Espagne.
Sabaté fait un premier voyage en Espagne en juin 1944 pour rejoindre des groupes d'action contre le régime de Franco. En France, à côté de ses activités antifranquistes (« expropriation » d'entrepreneurs servant à financer les organisations comme la CNT, sabotages et actions de guérilla urbaine à Barcelone), il travaille comme ferblantier et ouvrier agricole.
Il commence à vivre de plus en plus entre Barcelone et la France. Il réside quelque temps à Paris chez Lucio Urtubia. Il est arrêté en France pour détention d'armes et d'explosifs et est confiné pendant quelques années à Dijon. Il réussit à échapper à ce confinement et commence à être décrit par les médias espagnols comme "l'Ennemi public numéro 1 du régime". Son groupe édite alors la revue El Combate, distribuée clandestinement dans les cercles ouvriers de Catalogne. Ce groupe mène des actions en collaboration avec d'autres groupes de guérilleros libertaires comme ceux de Marcel·lí Massana et José Luis Facerias, tant à Barcelone qu'à Saragosse et Madrid.
Dans la dernière étape de son activité de guérilla, il maintient de fortes divergences avec des dirigeants de la CNT-AIT exilés à Toulouse car il refuse de collaborer avec des groupes armés communistes yougoslaves ou algériens, en considérant que ces gens ne sont pas dans son camp.

### Le dernier voyage

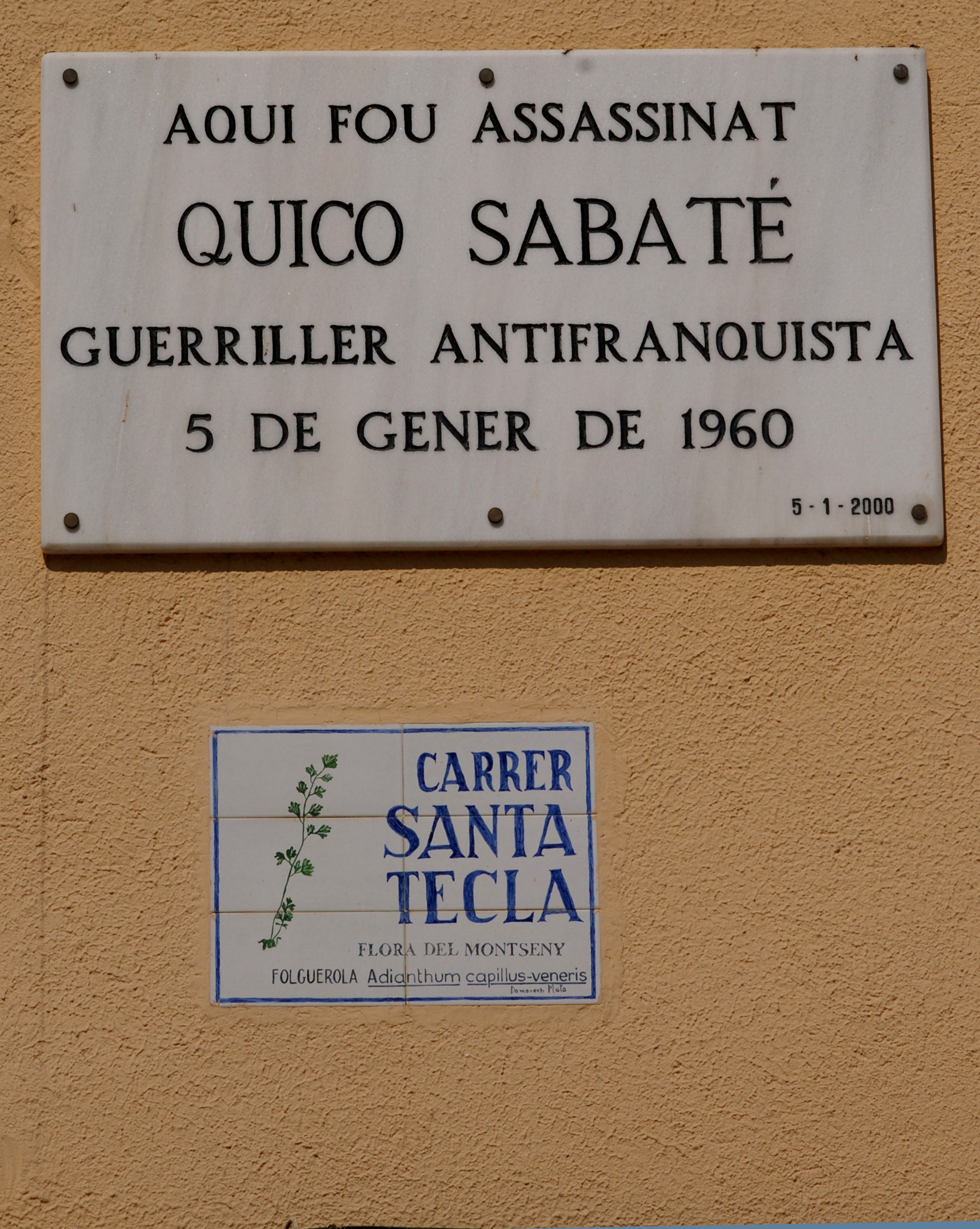
Plaque commémorative de son assassinat à Sant Celoni.

Sabaté est tué par la Garde civile le 5 janvier 1960 lors d'une incursion en Espagne avec quelques-uns de ses hommes. L'opération avait pour but l'établissement d'un nouveau noyau à Barcelone en vue d'actions armées.
Parmi les militants des maquis, « Quico » Sabaté a longtemps été la figure la plus populaire en Catalogne.

### Filmographie
- (en) Behold A Pale Horse (Et vint le jour de la vengeance en français), réalisé par Fred Zinnemann et interprété par Gregory Peck sorti en 1964.
- (es) Metralleta Stein, réalisé par José Antonio de la Loma en 1974.